# 獣兵衛忍風帖
『獣兵衛忍風帖』（じゅうべえにんぷうちょう、英題: Ninja Scroll）は、川尻善昭原作の日本の時代劇エンターテインメントアニメ作品。
1993年に川尻善昭監督によるアニメーション映画が劇場公開され、2003年には続編となるテレビアニメシリーズ『獣兵衛忍風帖 龍宝玉篇』が放送された。その後、川尻自身によるスピンオフ作品『獣兵衛忍風帖BURST』も制作された。

## 獣兵衛忍風帖
『妖獣都市』『バンパイアハンターD』などで知られる川尻善昭の原作・脚本・監督による長編劇場アニメ。制作は日本のアニメスタジオ、マッドハウス。
1993年6月5日に日本で公開された後、北米において『Ninja Scroll』というタイトルでビデオが発売され、50万本近い売上を記録した。2014年時点でビデオグラム（ビデオ、DVD、Blu-ray Disc）の販売総数は90万本を突破している。
日本国内より海外でより広く知られる作品で、『AKIRA』『攻殻機動隊 GHOST IN THE SHELL』などとともに1990年代から米国で始まった日本アニメのブームを牽引した作品のひとつでもある。特にクリエイターにおける評価は高く、『マトリックス』のウォシャウスキー兄弟やキアヌ・リーブス、ヒップホップグループのウータン・クランのRZAなどが本作を好きなアニメとして挙げたことが知られている。ウォシャウスキー兄弟は『マトリックス』のアクションシーン制作の際に参考にし、キアヌ・リーブスの『ジョン・ウィック』シリーズも本作の構図の影響を受けていると言われている。
2008年にワーナー・ブラザースが映画化権を獲得し、アレックス・ツェー脚本による実写映画をレオナルド・ディカプリオが主宰する制作会社アッピアン・ウェイとマッドハウスが共同でプロデュースすると報じられたことがあった。

### あらすじ
仕えるべき主をもたぬ「はぐれ忍び」牙神獣兵衛は、望月藩お抱えの甲賀組忍びでくノ一の陽炎を偶然助ける。彼女は、下田村に広まった疫病の原因を解明するために仲間たちと一緒に潜入したところを、謎の忍び軍団・鬼門八人衆に襲われたのだ。仲間はすべて殺され、生き残ったのは彼女のみ。陽炎を助けたために、鬼門八人衆に狙われることになった獣兵衛は、その最中、公儀隠密・濁庵の罠にはめられ、敵の陰謀を探る羽目になる。その中で獣兵衛は、みずからがはぐれ忍びとなった過去の因縁と向き合っていく。

### 登場人物

#### 主人公とその仲間
牙神獣兵衛（きばがみ じゅうべえ）
声 - 山寺宏一
本作の主人公。金で雇われるはぐれの忍び。たまたま通りかかった望月藩でくノ一・陽炎を助けたことから、鬼門衆との戦いに巻き込まれていく。目にもとまらぬ居合の太刀筋は、かまいたちとなって敵を切り刻む。
かつては山城藩の忍び組の一員だった。藩主の命で私腹を肥やす奸臣たちを始末するが、組頭の氷室弦馬の策で仲間同士で殺しあう羽目になり、弦馬の首を刎ねて出奔。道中、公儀隠密の濁庵に毒を盛られ、百両と毒消しを条件に協力する。さらに戦っている相手・鬼門衆の頭領が弦馬と知り、彼らと戦うことに。くノ一の陽炎をあくまで女として扱い、自分の死期が迫っても陽炎を抱きはしなかった。ついには陽炎の死を看取り、自分の、そして彼女のために弦馬との決戦へ向かう。
冒頭では将軍家から拝領した宝刀を盗まれ恐喝された弱小藩に二十両で雇われ、宝刀の奪還を遂行した事が語られている。
陽炎（かげろう）
声 - 篠原恵美
望月藩に仕える甲賀組のくノ一。疫病が流行って全滅したという村へ組が総出で向かおうとしたとき、自分から加わる。平時は藩主のお毒見役を務めている。
毒が効かない体質で、その訳は「抱いた相手を殺す」ほど全身に染み込んだ毒のためである。蟲蔵が放った蜂の群れに対して、自ら前に立ち、痺れ薬を混ぜた花びらを空中に撒いた。自らの特異体質ゆえ、自らの命を粗末にし、他人を拒絶するところがあり、獣兵衛とたびたび衝突する。鬼門衆の目論見を知るやすぐさま、藩の家老に鳥を使って手紙を送り助けを求めるなど、ひたすら任務を遂行するだけに思えるが、獣兵衛が盛られた毒を消すには自分を抱かせるしかないと知るや、自分の身を獣兵衛にゆだねるなど、裏には彼女の思いの変化も読み取れる。しかしだまし討ちにあい、獣兵衛の腕の中で本音を打ち合け、最後の口づけを交わすと獣兵衛に感謝しながら事切れた。ラストで獣兵衛は陽炎の形見を刀に付けている。
濁庵（だくあん）
声 - 青野武
公儀隠密である雲水姿の老人。自分の任務に獣兵衛や陽炎も巻き込んでいく。
彼は前もって獣兵衛の過去や陽炎の能力を調べ、自らの計画に協力させる老獪さを持つ。自身の痩せこけた体をうまく利用して木の枝に擬態したり、腕がゴムのように伸びる技を持つ。伸縮自在の錫杖で飛び移ったりもしている。

#### 鬼門八人衆
氷室弦馬（ひむろ げんま）
声 - 郷里大輔
鬼門衆の頭領にして、鬼門八人衆の頭。望月藩でさまざまな謀略をめぐらす。筋骨隆々の肉体から繰り出されるパワーとスピードを兼ね備えた体術は、獣兵衛の剣術を凌駕する。
かつては山城藩の忍び組の頭だった。策で忍び組の仲間同士を殺し合わせるが、生き残った獣兵衛に首を刎ねられてしまう。しかし「転生の技」と呼ばれる不死身の術を身に付けていたため、生き延びた。右腕を切り落とされてもその場でつなぎ合わせ、額が陥没して息絶えてもすぐに蘇生する。最後には融解した黄金と一体化し、海底深くへ沈んでいった。
鉄斎（てっさい）
声 - 大友龍三郎
巨大な独鈷（とっこ）をブーメランのように操る上に、皮膚を岩のように変質させる。
望月藩の甲賀組を壊滅させたが、その直後に陽炎を犯そうとしてその身に触れたために毒が回る。獣兵衛との戦いの最中に自分の体が崩れ始めたことで動揺し、直前に投げた自分の独鈷を頭に受けて絶命。その死に際に獣兵衛の顔跡を残していたため、紅里が獣兵衛の命をつけ狙う。
シジマ
声 - 大森章督
左手が「鬼爪」という武器に改造されており、また影から自在に出入りできる。死体を人形のように操る術も持つ。
陽炎を操って獣兵衛を仕留めようとするが、獣兵衛に倒される。
紅里（べにさと）
声 - 高島雅羅
無数の毒蛇を操る究極の蛇使い。自分自身も蛇のように脱皮して逃げ出す。
両刀使いの弦馬の女であったが、百合丸に嫉妬され、獣兵衛を二度も仕損じしてしまった後、密かに巻きつけられた糸により粛清されてしまう。
現夢十郎（うつつ むじゅうろう）
声 - 若本規夫
盲目の剣士であるが、誘い込まれた竹林でも自在に走り回り、切り倒される竹の音にまぎれて切りかかって来た獣兵衛さえも圧倒する。さらには自らの盲目を逆手に取り、刀身で日差しを相手へ反射して目くらましも使う。
後一歩で獣兵衛を仕留められるといったところで偶然に阻まれ、獣兵衛に倒される。
百合丸（ゆりまる）
声 - 関俊彦
鬼門八人衆を指揮する容姿端麗の優男。
両刀使いの弦馬に抱かれていて、石榴の告白をはねつけた。そのために石榴に恨まれる。全身から発電し、頑丈な鋼線を相手に巻き付けて感電死させる。鋼線は弦馬との通信手段としても用いる。獣兵衛を仕留めようとするが、図らずも石榴の爆薬仕掛けの中に入り込んでしまい、爆死してしまう。
石榴（ざくろ）
声 - 勝生真沙子
火薬を自在に操る女。
百合丸に言い寄るが拒絶され、恨みを持つ。火種を腹に埋め込んだねずみや人間を火薬の元まで行かせて発動させる。濁庵との戦闘の際に油をかけられ、獣兵衛に火をつけられ爆散し、船を沈没させる原因を作ってしまう。
蟲蔵（むしぞう）
声 - 野本礼三
スズメバチを自在に操る奇形の男。また口から針を発射することができる。
背中の瘤は巨大なスズメバチの巣になっていて、大量の蜂で獣兵衛たちを襲うが、獣兵衛との戦いで水に落ちた際に巣の中の蜂たちが逃げ場をなくして蟲蔵の体を食い破り始め、その隙を突かれて首を刎ねられる。

#### その他の人物
道陣（どうじん）
声 - 永井一郎
獣兵衛に邪魔をされたことから、冒頭で手下を率いて襲い掛かるが、あっさり倒された上に、入っていた仕掛けの人形を両断されてしまう。
覆面武士
声 - 阪脩
豊臣家の再興をもくろむ人物・闇公方（やみくぼう）に仕える家来衆の一人。
野望を秘めていた弦馬にあっさりと殺されてしまう。
半佐（はんざ）
声 - 森功至
望月藩に仕える甲賀組の頭。疫病が流行って全滅したという村へ組が総出で向かおうとした時、陽炎を置いていこうとしたが彼女が自分から加わってしまう。それなりに彼女を案じている。鉄斎に挑むが両腕を引きちぎられる。後に目と口を塞がれた上に石榴に爆薬の火種にされ、四散してしまった。
源八（げんぱち）
声 - 屋良有作
望月藩に仕える甲賀組の一人。疫病が流行って全滅したという村へ組が総出で向かおうとした時、襲撃してきた百合丸に倒されてしまう。
新九郎（しんくろう）
声 - 菅原淳一
山城藩の忍び組の一員だった。組頭の氷室弦馬の策で仲間同士で殺しあう羽目になり、掟に背けず獣兵衛に切りかかるが、獣兵衛に殺される。
榊兵部（さかき ひょうぶ）
声 - 森山周一郎
望月藩の家老。氷室弦馬に殺され、入れ替わられる。
村人
声 - 鈴木勝美

### スタッフ
- 監督・原作・脚本・キャラクター原案 - 川尻善昭
- キャラクターデザイン・作画監督 - 箕輪豊
- 原画 - 川崎博嗣、小池健、野田卓雄、岡村天斎、三原三千雄、浜崎博嗣、高橋久美子、新井浩一、佐藤雄三、平田かほる、兼森義則、林秀夫、高秀国男、都築茂、羽山賢二、赤堀重雄、関野昌宏、堀内博之、菅野宏紀、三原武憲、丸山泰英、そえたかずひろ、渡辺すみお、古屋勝悟、江田玲子、千明孝一、植田均、田崎聡、恩田尚之
- 美術監督 - 小倉宏昌
- 美術監督補 - 武重洋二
- 背景 - 菊地正典、黒田聡、山川晃、青木勝志、広瀬義憲、上原伸一、桐山成代、岡田昌子、山崎弥生、伊奈淳子、河野羚、太田清美、朴庸一、男鹿和雄、池田祐二
- カラーコーディネーター - 三笠修
- 特殊効果 - 谷藤薫児、玉井節子
- 撮影監督 - 山口仁
- 編集 - 尾形治敏、伊藤勇喜子
- 音響監督 - 本田保則
- 音響効果 - 柴崎憲治
- 音楽 - 和田薫
- 録音・整音 - 浅倉務
- 主題歌 - 山梨鐐平「誰もが遠くでバラードを聴いている」（作詞：實川翔、作曲：山梨鐐平、編曲：新川博）
- 助監督 - 西浦哲
- 演出助手 - 竹村健治、田中洋之
- プロデューサー - 北山茂、福与雅子、池口和彦
- 制作プロデューサー - 丸山正雄
- 制作協力 - マッドハウス
- 制作 - アニメイトフィルム
- 製作 - 日本ビクター、東宝、ムービック

### 受賞歴
- ゆうばり国際冒険・ファンタスティック映画祭'93 ゆうばり市民賞受賞

### 関連商品

#### 映像商品
| タイトル     | 発売日         | 規格 | 規格品番   | レーベル                   | 備考 |
| ------------ | -------------- | ---- | ---------- | -------------------------- | ---- |
| 獣兵衛忍風帖 | 1993年11月21日 | VHS  |            | 日本ビクター               |      |
| 獣兵衛忍風帖 | 2001年6月21日  | DVD  | JVBA-78002 | JVCエンタテインメント      |      |
| 獣兵衛忍風帖 | 2003年12月17日 | DVD  | VIBF-154   | ビクターエンタテインメント |      |
| 獣兵衛忍風帖 | 2012年5月23日  | BD   | VTXF-20    | flying DOG                 |      |

## 獣兵衛忍風帖 龍宝玉篇
2003年4月から7月までWOWOWにて放送された。

### 登場人物

#### 主人公とその仲間
牙神獣兵衛（きばがみ じゅうべえ）
声 - 小山力也
本作の主人公。
しぐれ
声 - 桑島法子
光の巫女の首飾りを身に付けた娘。気が強い性格。山間の隠れ里に住んでいた。
つぶて
声 - 朴璐美
盗人。しぐれと出会い同行する。
濁庵（だくあん）
声 - 藤本譲
雲水姿の老人。しぐれと出会い同行する。

#### ヒルコ忍軍
無風（むふう）
声 - 田中秀幸
ヒルコ忍軍の頭。
狼牙（ろうが）
声 - 中田譲治（1話、2話）
龍の宝玉を盗み出した狼風の忍。しぐれを身を挺して守るが、うぶめとの戦いで致命傷を負い、宝玉を獣兵衛に託し死亡。
蛛頭蛛（もずく）
声 - 田の中勇（1話）
狼牙の説得を試みた蜘蛛風の忍。その場に現れたうぶめにより殺される。
猫目（ねこめ）
声 - 松本梨香（2話）
猫風のくノ一。龍の宝玉を取り返そうと獣兵衛を襲撃するが、他の仲間とともに敗れ死亡する。
射千玉（ぬばたま）
声 - 小山茉美（3話）
伸縮する髪を用いて戦うくノ一。2度にわたって邪視と煉獄を襲撃するが、煉獄との一騎打ちに敗れ死亡。
白蝋（びゃくろう）
声 - 二又一成（4話）
蛇風の忍。あざみを追う獣兵衛の前に立ちはだかるが敗死する。
あざみ
声 - 久川綾（4話、7話）
木を操るくノ一。獣兵衛から宝玉を盗み出すが、狐火に幾度となく襲撃され、強姦されている所を獣兵衛に助けられる。
その後も再度宝玉を盗み出すが、蝙蝠の襲撃に遭い瀕死の重症を負う。その後、獣兵衛に宝玉を託し死亡。
粘虫（ねんむ）
声 - 長島雄一（6話）
虚無僧風の刺客。毒を用いて戦う。目玉が本体で、様々な人の体に入り込み獣兵衛に近づく。最終的に千を乗っ取るが、彼女の決死の行動で焼死する。
蛇蝎（だかつ）
声 - 中嶋聡彦（8話）
耳たぶが長い忍。毒針を用いて戦う。煉獄と手を組まないかと提案するが、騙され死亡する。
臓腑（ぞうふ）
声 - 上田祐司（9話）
不思議な剣を使う剣士。腹に自我を持った寄生虫を飼っており、幾度となく殺そうとしているが失敗しているため、腕の立つ剣士を探している。
獣兵衛との戦闘で寄生虫を退治することに成功するが、寄生虫が本体だったためそのまま安らかに死亡してしまう。
魯怪（ろかい）
声 - 林家こぶ平（10話）
外国人風の巨漢。しぐれに会いたい一心からヒルコの里から出奔し、彼女を守ろうとする。闇泥との戦闘で死亡する。
傀儡（かいらい）
声 - 鈴木れい子（11話）
怪老婆。宝玉を奪うため、異国船に乗船した獣兵衛らを襲撃する。柳生連夜に切り捨てられる。

#### 鬼門衆
闇泥（やみどろ）
声 - 加藤精三（2話～4話、8話）
鬼門衆の頭領。
うぶめ
声 - 勝生真沙子（1話）
炎を操り戦う。しぐれを襲撃した際、獣兵衛に倒され死亡。
轟天（ごうてん）
声 - 大友龍三郎（1話、2話）
巨大戦車に変化して戦う。うぶめと共に山間の隠れ里を破壊する。その後もしぐれを襲撃するが、つぶてと濁庵の策略により死亡する。
魔貝（まかい）
声 - 佐々木望（1話）
傘を武器に戦う。狼牙を襲撃した際、その場に居合わせた獣兵衛に切りかかり瞬殺される。
ヤドリギ
声 - 陶山章央（1話）
うぶめの息子。うぶめと共に死亡。
煉獄（れんごく）
声 - 横尾まり（3話、8話）
尼僧風の女。邪視の姉で、伸縮する腕を用いて戦う。邪視の死後、敵討ちのために獣兵衛を襲撃するも失敗。闇泥に処刑される。
邪視（じゃし）
声 - 子安武人（3話）
隻眼で長髪の男。煉獄の弟で、腕に内蔵されたボウガンや刀を用いて戦う。獣兵衛との一騎討ちで善戦するも、敗れ死亡する。
狐火（きつねび）
声 - 若本規夫（3話、4話）
体の中心部が透明化しているアンドロイド風の男。蝶を操る。あざみを幾度となく襲撃し、強姦まで行おうとするが、獣兵衛との戦いで敗死する。
斬馬（ざんば）
声 - 天田益男（5話）
大刀を操る大男。刀自体に命が宿っている。2度にわたって獣兵衛を襲撃し、刀を折られ敗死する。
愛染（あいぜん）
声 - 関俊彦（5話）
辰之介を誘惑する男。腕に内蔵された銃を用いて戦う。辰之介とつぶてを殺そうとするが、獣兵衛に瞬殺される。
蝙蝠（こうもり）
声 - 矢尾一樹（7話）
蝙蝠風の男。蝙蝠を操る。あざみを窮地に追い込むが、獣兵衛との戦いで戦死する。
飛猿（とびざる）
声 - 真殿光昭（10話）
猿風の男。複数の部下を従える。獣兵衛との戦いで敗死する。
写絵（うつしえ）
声 - 高乃麗（12話）
相手をコピーする能力を持つ女。獣兵衛を窮地まで追い込むが敗死する。

#### 柳生一族
柳生連夜（やぎゅう れんや）
声 - 森川智之（11話～13話）
裏柳生を束ねる剣士。隻眼で無口。当初は獣兵衛と敵対関係になっていたが、最終的に協力関係となる。
安兵衛（やすべえ）
声 - 小林清志（9話）
柳生家の人物。しぐれを暗殺しようとするが、臓腑に襲撃され敗死する。
群兵衛（ぐんべえ）
声 - 坂口候一（13話）
連夜の部下。

#### その他
闇公方（やみくぼう）
声 - 広井王子（8話、12話、13話）
鬼門衆を従える人物。宝玉と巫女を手中に収めるため暗躍する。
弦左（げんざ）
声 - 大木民夫（1話）
しぐれに仕える村人。しぐれを身を挺して守るが、うぶめ、轟天には敵わず死亡する。
太郎左
声 - 坂口賢一（1話）
しぐれに仕える村人。しぐれを身を挺して守るが、うぶめ、轟天には敵わず死亡する。
次郎左
声 - 吉野裕行（1話）
しぐれに仕える村人。しぐれを身を挺して守るが、うぶめ、轟天には敵わず死亡する。
村人
声 - 室園丈裕（1話）
地虫
声 - 広瀬正志（2話）
武士
声 - 室園丈裕（2話）
きこり
声 - うすいたかやす（4話）
辰之介（たつのすけ）
声 - 杉田智和（5話）
盗人。つぶてと馬が合う。
弥生（やよい）
声 - 水樹奈々（5話）
辰之介の妹。
千（せん）
声 - 川村万梨阿（6話）
旅人。獣兵衛と同じく、雨宿りのためにあばら屋に居座る。毒に侵された獣兵衛を手当てする。
琢磨（たくま）
声 - くまいもとこ（6話）
旅人。千の息子。
平太
声 - 石井康嗣（6話）
粘虫に体を乗っ取られる旅人。
又衛門
声 - 加瀬康之（6話）
粘虫に体を乗っ取られる旅人。
トメ
声 - 福島菜七子（6話）
粘虫に体を乗っ取られる旅人。
商人
声 - 室園丈裕（6話）
粘虫に体を乗っ取られる旅人。
女
声 - 河原木志穂（6話）
浪人A
声 - 長嶝高士（8話）
浪人B
声 - 中田和宏（8話）
家臣A
声 - 室園丈裕（9話）
家臣B
声 - 大畑伸太郎（9話）
家臣C
声 - 小原雅一（9話）
家臣D
声 - 藤原泰浩（9話）
偵察三兄弟
声 - 腹筋善之介（10話、12話）
村人
声 - 保村真（10話）
村人
声 - 田中完（10話）
村人
声 - 内田大加宏（10話）
少女
声 - 笹本優子（11話）
侍A
声 - 樫井笙人（11話）
侍B
声 - 田中完（11話）
武士
声 - 藤原泰浩（12話）
武士
声 - 永野広一（12話）
力士A
声 - 藤原泰浩（13話）
力士B
声 - 高田べん（13話）
下忍
声 - 望月健一（13話）

### スタッフ
- 原作・キャラクター原案 - 川尻善昭
- 監督 - 佐藤竜雄
- シリーズ構成 - 井上敏樹
- キャラクターデザイン・総作画監督 - 吉松孝博
- メカニックデザイン - 井上邦彦
- 萬監修 - 近藤ゆたか
- 美術監督 - 上原伸一、池田祐二
- 色彩設計 - 三笠修、堀川佳典
- 撮影監督 - 森下成一
- 編集 - 松村正宏
- 音響監督 - 本田保則
- 音楽 - 喜多郎
- プロデューサー - 水野篤志、小林正樹、財前健一郎、鈴木美保、原田俊弥、増田弘道
- アニメーション制作 - マッドハウス
- 製作 - 龍宝玉組（アミューズ、フィルムリング・インターナショナル、WOWOW、マッドハウス）

### 各話リスト
| 話数 | サブタイトル | 脚本     | 絵コンテ | 演出              | 作画監督            |
| ---- | ------------ | -------- | -------- | ----------------- | ------------------- |
| 1    | かくれ里無惨 | 井上敏樹 | 佐藤竜雄 | 田中洋之          | 吉松孝博            |
| 2    | 旅立ち       | 井上敏樹 | 佐藤竜雄 | 土屋浩幸          | 北野幸広            |
| 3    | 邪恋慟哭     | 村山桂   | 板垣伸   | 板垣伸            | 稲留和美            |
| 4    | 割れた宝玉   | 岸間信明 | 荒川真嗣 | 有冨興二          | 山沢実              |
| 5    | 金剛童子     | 村山桂   | 高橋亨   | 高橋亨            | 菊池聡延            |
| 6    | 雨宿り       | 米村正二 | 佐藤卓哉 | 長井龍雪          | 北野幸広            |
| 7    | 蕾           | 平野靖士 | 河合夢男 | 土屋浩幸          | 高鉾誠              |
| 8    | 煉獄昇天     | 岸間信明 | 原博     | 原博              | 南伸一郎            |
| 9    | はらわたに龍 | 米村正二 | 田中洋之 | 田中洋之          | 藤田しげる 菅野利之 |
| 10   | ヒルコの真心 | 平野靖士 | 水島精二 | 有冨興二          | 金紀杜              |
| 11   | 柳生連夜     | 村山桂   | 板垣伸   | 土屋浩幸          | 山本正文            |
| 12   | 王朝復活     | 平野靖士 | 小島正幸 | 川村賢一          | 菊池聡延            |
| 13   | 青天飄飄     | 平野靖士 | 佐藤竜雄 | 増原光幸 田中洋之 | 金紀杜 吉松孝博     |

### 関連商品

#### 映像商品
| タイトル                | 発売日         | 規格 | 規格品番  | レーベル           | 備考 |
| ----------------------- | -------------- | ---- | --------- | ------------------ | ---- |
| 獣兵衛忍風帖 龍宝玉篇 1 | 2003年10月24日 | VHS  | ASHV-1329 | アミューズ・ビデオ |      |
| 獣兵衛忍風帖 龍宝玉篇 1 | 2003年10月24日 | DVD  | ASHB-1321 | アミューズ・ビデオ |      |
| 獣兵衛忍風帖 龍宝玉篇 2 | 2003年11月21日 | VHS  | ASHV-1330 | アミューズ・ビデオ |      |
| 獣兵衛忍風帖 龍宝玉篇 2 | 2003年11月21日 | DVD  | ASHB-1322 | アミューズ・ビデオ |      |
| 獣兵衛忍風帖 龍宝玉篇 3 | 2004年1月23日  | VHS  | ASHV-1331 | アミューズ・ビデオ |      |
| 獣兵衛忍風帖 龍宝玉篇 3 | 2004年1月23日  | DVD  | ASHB-1323 | アミューズ・ビデオ |      |
| 獣兵衛忍風帖 龍宝玉篇 4 | 2004年2月27日  | VHS  | ASHV-1332 | アミューズ・ビデオ |      |
| 獣兵衛忍風帖 龍宝玉篇 4 | 2004年2月27日  | DVD  | ASHB-1324 | アミューズ・ビデオ |      |

## 獣兵衛忍風帖BURST
『獣兵衛忍風帖BURST』とは、映画『獣兵衛忍風帖』に連なる新プロジェクト『獣兵衛忍風帖 胡蝶』（仮題）の一部であり、そのパイロット映像でもある3本のショートフィルムのこと。
2012年4月、米国・シアトルで開催されたアニメイベントSakura-Conで新プロジェクトが明かされ、その一環として監督の川尻善昭によって制作された『獣兵衛忍風帖BURST』のPRダイジェストも公開された。そして、このプロジェクトはその後、『獣兵衛忍風帖BURST』を取り込んだ劇場映画『獣兵衛忍風帖 胡蝶』（仮題）に発展すると発表された。
2013年5月に川尻による脚本が完成、同年12月には絵コンテも出来上がった。しかし、日本でよりも海外で人気と評価が高いという作品の特殊な事情を反映し、米国でのパートナー候補はいたにも関わらず、日本国内での製作委員会出資者（パートナー）は決まらなかった。
2014年3月、マッドハウスは完成した脚本や絵コンテなど制作中の映画の資料の一部を日本で公開し、作品のプロモーションにしようとした。同年12月6日には、テアトル新宿にて開催された川尻の監督デビュー30周年記念企画「川尻善昭ミッドナイトフェス」にて全3話が上映された。
しかし、2022年時点では、映画『獣兵衛忍風帖 胡蝶』の続報はなく、『獣兵衛忍風帖BURST』も商品化されていない。